# Aneros
Aneros est une ligne brevetée de jouets sexuels dessinés de façon à masser et stimuler la prostate pour donner du plaisir sexuel. Les jouets Aneros furent développés par HIH en 1996 comme un accessoire de massage de la prostate, vendu comme une alternative à des traitements plus lourds de la prostatite. Certains utilisateurs notent alors des sensations sexuelles.